# Метандростенолон
Метандростенолон (сленгова назва: Метан) — застосовуваний всередину анаболічний стероїд спочатку синтезований доктором Джоном Зіглером і випущений в США на початку 60-х років минулого століття компанією Ciba.
Відомий також під назвами: Діанабол, данабол, Неробол, Напосім, Dbol, Метандієнон. В бодибілдингу широко поширене сленгова назва «Метан». Менш поширені торгові марки: Анаболін, Біонабол, Дегідрометілтестостерон, Метастенол, Новабол, Перабол, Перболін, Пронабол (pronabol), Стенолон, Анаборал, Ванабол «Dianoget» і багато інших) З'явилася ін'єкційна форма метандростенолону Dianoget від Golden Dragon Pharmaceuticals (Гонконг).
Спочатку метандростенолон використовувався для прискорення відновлення і лікування опіків і навіть для підвищення загального тонусу у жінок, а невдовзі отримав широке поширення в бодібілдингу як засіб для збільшення м'язової маси, доти поки його не заборонила FDA. Проте данабол до теперішнього часу доступний без припису в таких країнах як Мексика (торговельне найменування Reforvit-б), у багатьох азійських країнах і в країнах Східної Європи (Молдова — Balkan Pharmaceuticals; Румунія — Terapia; Польща — Jelfa;).

## Рідкий (ін'єкційний)
Рідкий метандростенолон (синоніми: Averbol, Reforvit B, Methastenon, Methanoliq, Metabol-25, і доступні зараз Pharmabol 100 від Фармаком Labs, Methanabol від British Dragon, метандіенон від Radjay і Dianoged від Золотий Дракон) випускається у вигляді суспензії або масляного розчину. З'єднання також має алкільний радикал в положенні 17, однак на думку Дена Дюшена, Дейв Палумбо та інших відомих атлетів за рахунок відсутності ефекту первинного проходження може мати більш високу біодоступність і робити менший токсичну дію на печінку, хоча підтвердження цього відсутні. Багато хто стверджує, що як і у випадку з ін'єкційною формою вінстролу токсичність зберігається. Деякі прирівнюють його до болденоном, однак це помилка.
Ін'єкційний метандростенолон був популярний у другій половині минулого століття, як більш дешева форма, що не вимагає обладнання для виготовлення таблеток. В даний час знову набирає популярність, іноді позиціонуючись як засіб «нового покоління», проте вартість невиправдано завищується.
Рідкий метандростенолон можна застосовувати всередину, має огидний смак.

## Немедичне використання
Метандростенолон використовується спортсменами, бодібілдерами та пауерліфтерами з метою підвищення статури та продуктивності. Вважається, що це найбільш широко використовуваний AAS для таких цілей як сьогодні, так і історично.

## Побічні ефекти

### Гінекомастія
Гінекомастія виникає в результаті конверсії частини метандростенолона в естрогени — метілестрадіол, який має на 30 % більший аффінітет до естрогенових рецепторів. Для запобігання розвитку даного побічного ефекту застосовуються інгібітори ароматази. Ці препарати в більшості випадків дозволяють уникнути розвитку гінекомастії.

### Токсичність для печінки
З причини того, що метандростенолон має метильну групу в 17α положенні, даний препарат виявляє помірну токсичну дію на печінку. Метильна група перешкоджає руйнуванню данаболу в печінці, і дає можливість застосовувати препарат орально (всередину). Це також знижує зв'язування данаболу зі статевим гормоном глобуліном. Застосовуються жовчогінні препарати, такі як Фламін, Тиквеол.
Метандростенолон, як і будь-який інший оральний стероїдний препарат, при тривалому прийманні може провокувати потовщення мембран печінкових клітин, а так само погіршення провідності жовчовивідних шляхів, що може призвести до застою жовчі і болі у правому боці. Традиційно радять при вживанні метану паралельно вживати препарати типу карсила, есенціале, лів-52, аллохолу або Овесола, щоб уникнути застою жовчі і «почистити» печінку. Ці препарати насправді не тільки не допомагають печінці під час курсу, а й шкодять їй. Жовчогінні препарати діляться на 2 групи: одні підсилюють вироблення жовчі — холеретики (аллохол, холензим), інші — холекінетики, сприяють її відтоку з жовчного міхура в кишку (холосас). Тому, якщо приймати препарати, що сприяють утворенню жовчі, це тільки погіршить ситуацію. Гепатопротектори (карсил, есенціале і т. д.) надають мембраностимулювальну дію на клітини печінки, це в свою чергу призводить до потовщення печінкової стінки і застою жовчі, якій важко дифундувати через товсту мембрану.